# Luciano Mauri
Luciano Achille Giorgio Maria Mauri (Marina di Massa, 1929 – Milano, 9 dicembre 2005) è stato un editore italiano.

## Biografia
Nacque a Marina di Massa, figlio di Umberto Mauri, impresario teatrale e direttore generale della Mondadori divenuto poi proprietario della casa di distribuzione Messaggerie Italiane, e di Maria Luisa Bompiani, sorella di Valentino Bompiani. Aveva due fratelli (Fabio e Achille) e due sorelle (Silvana e Ornella). 
Dopo la laurea in giurisprudenza, iniziò a lavorare nel campo della distribuzione editoriale in Europa: significativa l'esperienza presso Hachette. Nel 1963 succedette al padre Umberto alla presidenza di Messaggerie Italiane, incarico che mantenne per circa quarant'anni, quasi fino alla morte. Gli subentrò poi il figlio Stefano.